# Fruitadens
A Fruitadens (jelentése: 'fruitai fog' - első lelőhelyére, a coloradói Fruitára utalva) a heterodontosaurida dinoszauruszok egyik neme. Legalább négy, különböző korú példány részleges koponyája és csontváza alapján ismert, melyeket Coloradóban, a Morrison-formáció (késő jura kori) tithon korszakbeli kőzeteiben fedeztek fel. A Fruitadens a legkisebb ismert madármedencéjű dinoszaurusz, melynek majdnem felnőtt példányai körülbelül 65–70 centiméter hosszúak és mintegy 0,5–0,75 kilogramm tömegűek lehettek. Mindenevőként és a heterodontosauridák egyik legkésőbbi túlélőjeként tartják számon.

## Felfedezés
A Fruitadenst az 1970-es és 1980-as években a Los Angeles Megyei Természetrajzi Múzeum (Natural History Museum of Los Angeles County) George Callison által vezetett csapatai fedezték fel. A Földművelésügyi Hivatal (Bureau of Land Management) által kezelt területen levő lelőhely Fruita Őslénytani Terület (Fruita Paleontological Area) néven vált ismertté; a példányokra itt, a Brushy Basin-tagozat homokkövében találtak rá. A nagyjából egyforma rétegek 150,3 ± 0,3 és 150,2 ± 0,5 millió évvel ezelőtt, a kora tithon alkorszakban keletkeztek.
A jelenleg Fruitadens néven ismert fosszíliákról először azt gondolták, hogy egy Echinodonhoz hasonló fabrosauridához, egy, a kora kréta kori Angliában élt nemhez tartoztak; a Fabrosauridae családot ekkor a bazális ornithopodák általános csoportjának tekintették, az Echinodont pedig még nem sorolták át a heterodontosauridák közé. A Fruitadensről azonban még évekig nem készült hivatalos leírás, több műben is csak tömören írtak róla, rendszerint az Echinodon rokonaként vagy a nem egy lehetséges új fajaként. A hivatalos leírást (melynek online változata már 2009 végén elérhetővé vált) 2010 januárjában Richard Butler és kollégái jelentették meg. A típusfaj a F. haagarorum, melyet a Los Angeles Megyei Természetrajzi Múzeumot támogató Paul Haaga Jr., Heather Haaga, Blythe Haaga, Paul Haaga III és Catalina Haaga tiszteletére neveztek el.

## Anatómia
A Fruitadens holotípusa, az LACM 115747 azonosítójú lelet egy majdnem felnőtt egyed részleges állcsontjából, több csigolyájából és hátsó lábának darabjaiból áll. Legalább három további példány került elő. Az LACM 115727 egy másik majdnem kifejlett példány, melynek csigolyái és hátsó lába őrződtek meg. Ez a példány, amely az LACM 115747-hez nagyjából hasonló méretű, a pusztulása idején 5 éves volt. Az LACM 120478 egy felkarcsontból és a bal láb nagy részéből áll, melyek egy fiatal, kétéves állathoz tartoztak. Az LACM 128258 részét képező állcsontok és csigolyák szintén egy fiatal egyed maradványai. A legnagyobb példány 65–75 centiméter hosszú és 0,5–0,75 kilogramm tömegű lehetett. Ezáltal a Fruitadens a legkisebb madármedencéjűnek és az egyik legkisebb ismert dinoszaurusznak tekinthető, a filogenetikus rendszertan alapján a dinoszauruszok közé tartozó madarakat leszámítva. Az Echinodon és a Tianyulong ismert leletanyagai közepes méretű példányoktól származnak, melyekről nem tudni, hogy mennyi idősek lehettek a pusztulásuk idején.
A Fruitadens az anatómiáját tekintve a Heterodontosaurushoz hasonlít, aránylag rövid mellső és az alsó részen (a talpnál és a sípcsontnál) meghosszabbodott hátsó lábakkal rendelkezett. Az állkapocs megnagyobbodott szemfogszerű fogával szemben a felső állcsontban egy rés található. Az Echinodontól eltérően a felső állcsontban nem volt megnagyobbodott fog. Ehelyett a szemfogszerű előtt egy egyedi, kisméretű ékszerű fog volt. A legtöbb heterodontosauridától eltérően az állcsontban tartalék fogak is voltak. A hátsó lábak csontjai a kis theropoda dinoszauruszokéhoz hasonlóan üregeket tartalmaztak. A Fruitadens közelebbi rokonságban áll a Heterodontosaurusszal mint a hozzá időben közelebb álló Echinodonnal.

## Ősökológia és ősbiológia

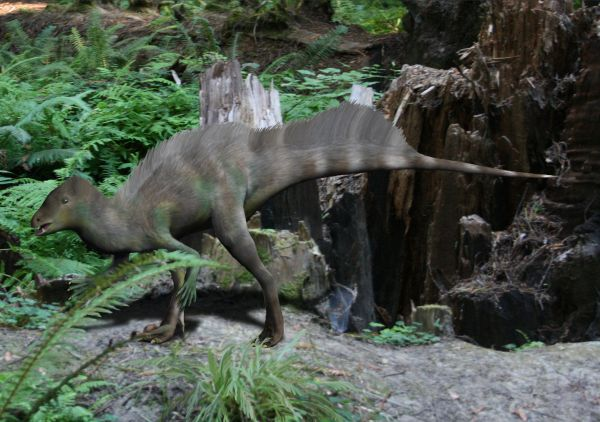
A Fruitadens rekonstrukciója

A négy példányt a Morrison-formáció aljához közeli Brushy Basin-tagozatban fedezték fel, egy ártéri gátszakadáshoz tartozó homokkő lerakódásban. A Fruita térség kortárs faunájának részeként csigák, kagylók, rákok, (nyomfosszíliák révén) különböző rovarok, a tüdőshalak közé tartozó Ceratodus, a sugarasúszójú halak, a teknősök közé tartozó Glyptops, a rhynchocephalia hüllők közé tartozó Eilenodon és Opisthias, különféle gyíkok, egy mesosuchia krokodilforma, valamint az emlősök közé tartozó Fruitafossor, Glirodon és Priacodon őrződtek meg. A széttagolt dinoszaurusz fosszíliák gyakoriak ezen a területen.
A Fruitadens valószínűleg két lábon járó és futó állat volt, melyet mindenevőnek tartanak. A heterodontosauridák további késői túlélői közé tartozó Echinodonhoz és Tianyulonghoz hasonlóan a Fruitadens állcsontja kevésbé volt specializált, mint a kora jura kori heterodontosauridáké, például a Heterodontosaurusé.

## Fordítás
Ez a szócikk részben vagy egészben a Fruitadens című angol Wikipédia-szócikk ezen változatának fordításán alapul.  Az eredeti cikk szerkesztőit annak laptörténete sorolja fel. Ez a jelzés csupán a megfogalmazás eredetét és a szerzői jogokat jelzi, nem szolgál a cikkben szereplő információk forrásmegjelöléseként.